# Friedrich August von Gebler
Friedrich August von Gebler, né le 15 décembre 1781 à Zeulenroda (principauté de Reuss branche aînée) et mort le 9 mars 1850 à Barnaoul (Empire russe), est un géographe allemand qui fut au service de l'Empire russe et membre-correspondant de l'Académie impériale des sciences de Russie.

## Biographie
Gebler descend d'une famille de hauts fonctionnaires à la cour de Prusse et à la cour d'Autriche. Il suit d'abord une instruction à domicile, puis au lycée et enfin entre à seize ans à l'université d'Iéna, où il étudie la médecine et les sciences naturelles. Il obtient son doctorat de médecine et de chirurgie en 1802. Ayant appris par les gazettes que le gouvernement russe avait besoin de spécialistes étrangers, il décide de quitter la Saxe et arrive en 1809 à Saint-Pétersbourg. Il part la même année pour Barnaoul au sud-ouest de la Sibérie dans l'Altaï, pour un contrat de six ans.
Il est nommé en février 1810 médecin de l'hôpital central de Barnaoul, mais à la fin de son contrat, il décide de demeurer à Barnaoul et de ne pas rentrer en Allemagne. Entre-temps, il s'était marié avec une Russe (Alexandra Stepanovna Zoubareva) et a déjà ses cinq enfants (quatre fils et une fille) en 1818. Il devient médecin-en-chef et pharmacien-en-chef du district en 1820, ainsi qu'inspecteur de médecine des mines de Kolivano-Voskressensk en 1828, poste qu'il occupe jusqu'à sa retraite en 1849, où il atteint le rang de conseiller d'État.
Parallèlement à sa carrière de médecin, Gebler mène des expéditions scientifiques dans les montagnes de l'Altaï. Il explore ainsi les monts Katoun, les Alpes de la Tchouïa, les monts Kouraï, la vallée de la rivière Tchouïa, le haut-plateau de la chaîne de Salaï (en), les steppes entre l'Ob et l'Irtych (comme par exemple la steppe d'Ouïmon) et d'autres lieux du district. Il identifie des espèces endémiques, des nouvelles espèces de mustélidés, le tétraogalle de l'Altaï, l'écureuil terrestre de l'Altaï, inconnus des zoologistes de l'époque. Gebler est également le pionnier de l'entomologie dans l'Altaï. Il organise une expédition dans l'Altaï en 1826 avec les professeurs Bunge, Ledebour et Meyer, expédition qui a pour résultat la publication en 1829 à Berlin de Reise durch das Altai-Gebirge und die soongorische Kirgisensteppe par Ledebour avec la participation de ses confrères. Alexander von Humboldt lui rend visite à Barnaoul en 1829.

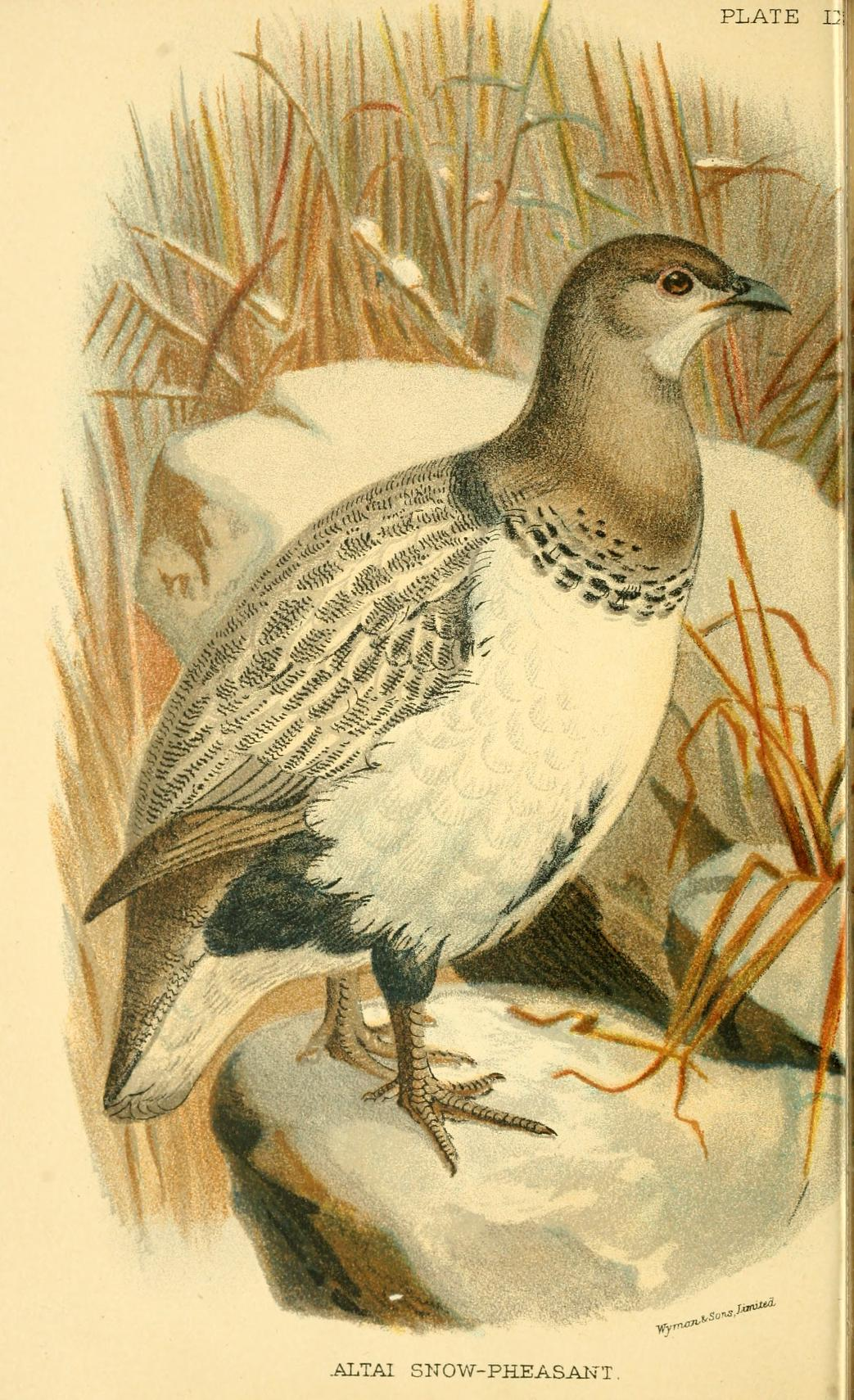
Le tétraogalle de l'Altaï.

Il accumule des herbiers de la flore de l'Altaï, des collections d'insectes, ainsi que des descriptions des montagnes, des lacs, des villages et de la faune locale. En 1836 est publié son Exposé sur les monts Katoun et son point culminant de Béloukha dans l'Altaï russe. C'est le premier à décrire les glaciers du Béloukha et les sources de la rivière Katoun. Il en étudie également la faune et la flore et dessine des cartes.
Gebler est l'un des fondateurs du musée régional de l'Altaï (situé à Barnaoul) et ne cesse de l'enrichir de ses collections. Il est nommé membre-correspondant de l'Académie impériale des sciences en 1833. Également membre de plusieurs sociétés savantes russes et étrangères? il devient sujet de l'Empire en 1836. Décédé à l'âge de soixante-dix-huit ans, il est enterré au cimetière du Haut-Barnaoul. 

## Hommage
Le glacier Gebler, le plus grand glacier sur le mont Béloukha, dans l'Altaï, est baptisé de son nom, ainsi qu'une rue de la ville de Barnaoul.

## Travaux publiés
- (de + la) Catalogus Coleopterorum Sibiriae occidentalis et confinis Tartariae et Additamenta à cette publication (1830 et 1833);
- (ru) Exposé sur les monts Katoun (1836)
- (de)Verzeichniss der im Kolywano-Woskresenskischen Hüttenbezirke Süd-West-Sibiriens beobachteten Käfer etc. (1847—48);
- (de)Verzeichniss der von Schrenk 1840—43 in der östlichen Kirgisensteppe und Songarey gesammelten Käfer.
- (ru)Описание Салаирского края в медицинском отношении (description de la région de Salaïr en relation avec la médecine)

## Source
- (ru) Cet article est partiellement ou en totalité issu de l’article de Wikipédia en russe intitulé « Геблер, Фридрих Август » (voir la liste des auteurs).